# La Nuova Faro
La Nuova Faro è stata un'azienda italiana che produceva apparati elettronici per registrazione audio, giocattoli per bambini e materiali plastici, con sede a Omegna.

## Storia
L'azienda nasce nel 1945 da un'idea di Remo Ruschetti e sua moglie Maria Angeretti, che cominciano la produzione di casalinghi e prodotti metallici nello scantinato della loro abitazione con l'acronimo "F.A.R.O." (Fonderia Alluminio Ruschetti Omegna), con sede in via De Angeli, 97.
A partire dal 1948, l'azienda si espande, e comincia - stavolta in una vera fabbrica - a creare riproduzioni in scala ridotta di casalinghi: è la nascita dei casalinghi-giocattolo per bambini. 
Il periodo di maggior splendore della F.A.R.O. comincia quando sigla - nel 1955 - un contratto con la Bialetti, nota azienda che operava nella stessa città. Nascono così le prime "mokine", ovvero riproduzioni in scala della moka, inventata proprio dalla Bialetti.

## Gli anni sessanta
Nel 1960 l'azienda inaugura la nuova fabbrica, in Via dei Mille, 28887 sempre nell'area industriale ex De Angeli. Da quella sede, nonostante successivi ingrandimenti, non si sposterà più. Dopo la sua partecipazione, negli anni '60, a parecchie fiere del giocattolo internazionali (quali ad esempio Norimberga e Parigi), la F.A.R.O. comincia a suscitare l'interesse della Walt Disney Company, che firma un contratto per la produzione di giocattoli con le storiche figure di Minnie e Topolino.
In tali anni viene lanciato anche un registratore a bobina - il NF333 - che, pur rimanendo un esempio unico riscuoterà un grande successo, e alcune fonovaligie.

## Gli anni settanta ed ottanta
Nel 1972, l'azienda passa nelle mani di Sandro Ruschetti, figlio di Remo, e della sorella Maria, trasformandosi così in "La Nuova Faro". 
Agli inizi degli anni '70, la F.A.R.O. è all'apice del suo successo: la mini-lavatrice, il mini-trapano, le stoviglie per bambini, il set del "piccolo muratore" e il mini-tornio a batterie fanno sognare i bambini. Grazie a queste riproduzioni in miniatura di oggetti di vita quotidiana, i bambini vengono inseriti fin dalla più tenera età all'interno del mondo "dei grandi": lo stereotipo della bambina che gioca con la bambola è ormai superato: ora fa il bucato, cucina e fa il caffè proprio come la sua mamma.
È in questo decennio, che l'azienda si converte all'uso delle materie plastiche ed al suo stampaggio, abbandonando i forni ed attivando - dopo aver acquistato la plastica da fornitori esterni - un proprio reparto interno nel 1991, con 20 presse ad iniezione. Negli anni ottanta, oltre all'evoluzione nelle tipologie di giochi, si investe molto sullo sviluppo di molti materiali, coloranti, e sulla sicurezza.
Oltre alla mini-friggitrice e alla mini-macchina per gnocchi, nel 1985 viene creata, insieme al designer tedesco Augenstein, la prima cucina per bambini, curata nei minimi dettagli. È il periodo in cui nasce, per opera di Renato Barberis, il logo dell'omino con la barba.

## Gli anni 2000
Gli anni 2000 sono ancora all'insegna del successo per La Nuova Faro, che sigla accordi con Beta, Delonghi, Mattel (Barbie) e Sanrio (Hello Kitty). 
Fra il 2014 ed il 2016 la Faro continua ad esportare giocattoli in 60 paesi nel mondo.
Nel marzo 2016, tuttavia, a seguito della grave crisi economica e della conseguente crisi del settore in cui opera, l'azienda viene posta in liquidazione volontaria e - nonostante una manifestazione d'interesse della Giochi Preziosi - chiude. 
Nell'ottobre dello stesso anno, grazie all'affitto di un ramo d'azienda con la società Itrade/Unogiochi di Orta di Atella, una parte della produzione riprende, in parte utilizzando il marchio "Nuova Faro". I lavoratori, assorbiti da Itrade il 31 marzo del 2017, vengono licenziati e assunti nella Nuova Faro rifondata con un contratto a tempo determinato fino a luglio 2017. Nel maggio del 2017, però, anche tale ramo d'azienda chiude con il licenziamento dei lavoratori presenti. È rimasto parzialmente operativo il reparto di stampaggio delle materie plastiche, mentre il resto della fabbrica e la produzione propria sono stati dismessi.